# Hidden Valley (Indiana)
Hidden Valley és una concentració de població designada pel cens dels Estats Units a l'estat d'Indiana. Segons el cens del 2000 tenia 4.417 habitants.

## Demografia
Segons el cens del 2000, Hidden Valley tenia 4.417 habitants, 1.542 habitatges, i 1.318 famílies. La densitat de població era de 404,1 habitants/km².
Dels 1.542 habitatges en un 40,9% hi vivien nens de menys de 18 anys, en un 78,3% hi vivien parelles casades, en un 4,7% dones solteres, i en un 14,5% no eren unitats familiars. En el 10,7% dels habitatges hi vivien persones soles el 2,9% de les quals corresponia a persones de 65 anys o més que vivien soles. El nombre mitjà de persones vivint en cada habitatge era de 2,86 i el nombre mitjà de persones que vivien en cada família era de 3,1.
Per edats la població es repartia de la següent manera: un 28,1% tenia menys de 18 anys, un 5,7% entre 18 i 24, un 31,8% entre 25 i 44, un 26,6% de 45 a 60 i un 7,8% 65 anys o més.
L'edat mediana era de 37 anys. Per cada 100 dones de 18 o més anys hi havia 100,3 homes.
La renda mediana per habitatge era de 70.444$ i la renda mediana per família de 72.892$. Els homes tenien una renda mediana de 46.168$ mentre que les dones 31.968$. La renda per capita de la població era de 25.464$. Entorn del 2,9% de les famílies i el 2,8% de la població estaven per davall del llindar de pobresa.

## Poblacions més properes
El següent diagrama mostra les poblacions més properes.